# Marc Collat
Marc Collat (Fort-de-France, 1950. május 24. –) francia labdarúgó, edző, a haiti labdarúgó-válogatott szövetségi kapitánya.